# Тычинина, Лариса Викторовна
Тычи́нина Лари́са Ви́кторовна (род. 17.06.1955, город Орёл, СССР) — создатель и бессменный руководитель Московского гуманитарного института имени Е. Р. Дашковой, председатель Дашковского общества, руководитель проекта переиздания «Словаря Академии Российской 1789—1794» и «Бабушкиной азбуки» Екатерины ΙΙ, специалист по негосударственному образованию новой России. Награждена медалью ордена «За заслуги перед отечеством» ΙΙ степени, золотой медалью княгини Е. Р. Дашковой «За служение Свободе и Просвещению», медалью «За заслуги в науке» ΙΙ степени и многими другими наградами.
Инициатор создания и председатель (1994—2017 гг.) Дашковского общества, основанного при МГИ им. Е. Р. Дашковой, целью которого является изучение жизни и деятельности Е. Р. Дашковой (сподвижницы Екатерины Великой), увековечение памяти главы «двух академий», а также приобщение юного поколения к российской истории и культуре.

## Биография

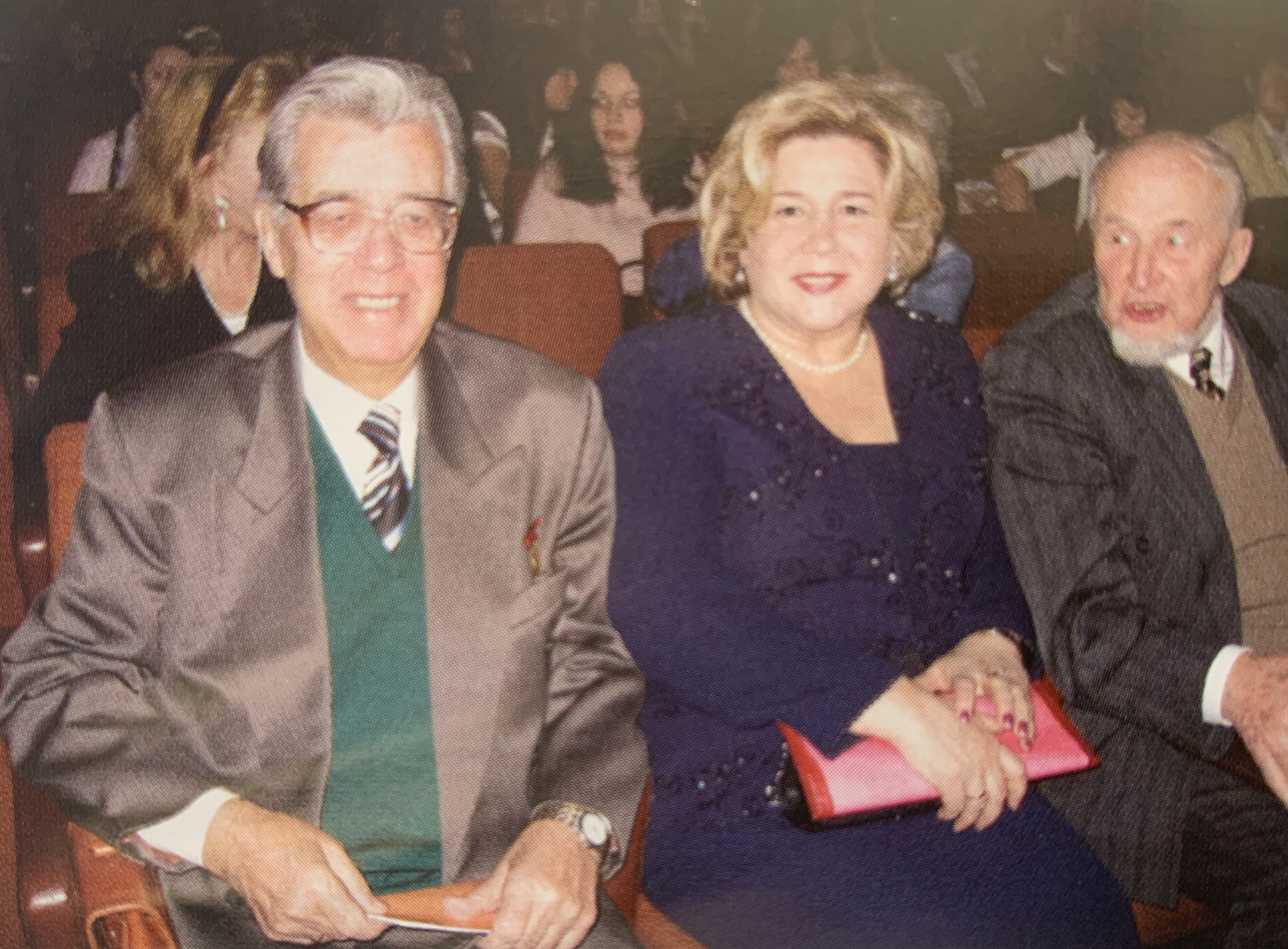
Л. В. Тычинина с академиками (слева: А. М. Яковлев, справа: Е. П. Челышев) на XV Дашковских чтениях в 2009 г.

Родилась 17 июня 1955 года в семье Сырмолотова Виктора Даниловича (1929—2017 гг.) и Сырмолотовой Зинаиды Ивановны (урожд. Дмитриева) (1935—2011 гг.).
В 1972 г. окончила среднюю школу № 30 г. Орла. В этом же году поступила в Первый Московский медицинский институт им. И. М. Сеченова (Первый Московский государственный медицинский университет имени И. М. Сеченова), в котором обучалась с 1972 по 1978 гг. по специальности «лечебное дело».
С 1978 по 1990 гг. работала в лечебных учреждениях г. Москвы врачом-терапевтом, преподавала дисциплину «Внутренние болезни» в медицинском училище № 7. Вела репетиторскую деятельность по биологии.
В 1990—1992 гг. была коммерческим директором в «Коммерческом центре обучения».
С 1992 по 2017 гг. — ректор Московского гуманитарного института им. Е. Р. Дашковой.
С 1995 г. возглавила Дашковское общество.
В 2001 г. Лариса Викторовна защитила диссертацию на соискание ученой степени кандидата исторических наук по теме "Политическая и общественная деятельность Екатерины Романовны Дашковой по специальность 07.00.02 — отечественная история. Решением диссертационного совета Московского Педагогического университета (Московский педагогический государственный университет) Л. В. Тычинниной была присуждена ученая степень кандидата исторических наук.
В 2003 г. Тычининой Ларисе Викторовне решением Министерства образования Российской Федерации было присвоено ученое звание доцента по кафедре истории.
Действующий член Центрального дома ученых РАН. Лариса Викторовна является действующим членом Ассоциации военных историков и археографов России (с 1993 г.), Дашковского общества (с 1994 г.), Воронцовского общества (с 1999 г.), общества друзей Исторического музея (с 2006 г.), Интеллектуального клуба МГУ им. М. В. Ломоносова.
Также Лариса Викторовна — член-корреспондент Академии Изучения Проблем Национальной Безопасности, член-корреспондент Международной Академии информатизации (с 1995 г.) и старший лейтенант медицинской службы с 1982 г.

### Семья
Супруги:
- Сподах Григорий Павлович (1975—1977 гг.),
- Кубонин Виктор Борисович (1978—1994 гг.),
- Тычинин Владислав Венедиктович (с 1995 г.).

Дети: Григорий (1975 г. рождения), Екатерина (1978 г. рождения) и Андрей (1986 г. рождения). Внуки: София, Вера, Александр, Мария.

## МГИ им. Е. Р. Дашковой

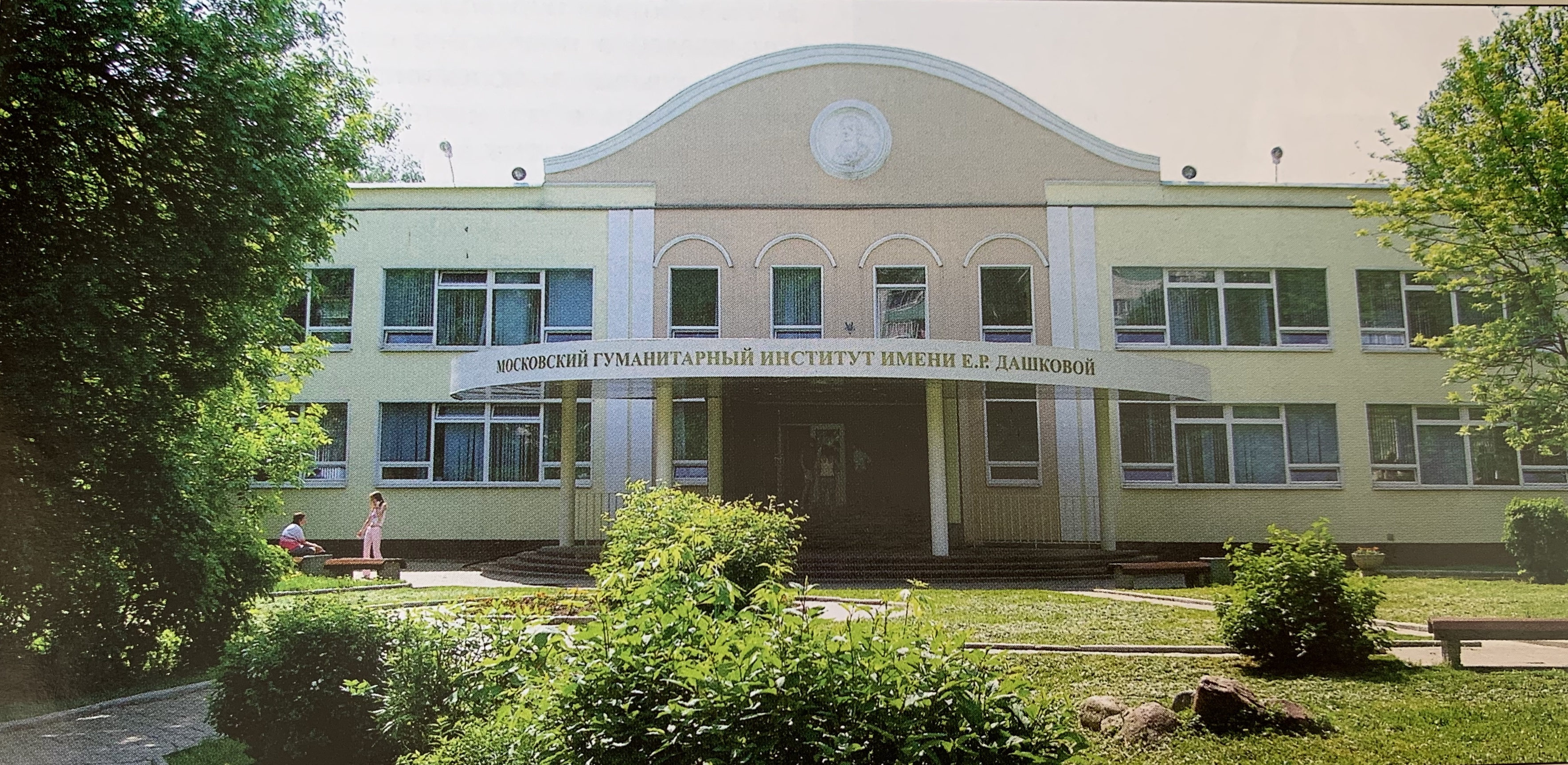
Здание МГИ им. Е. Р. Дашковой на ул. Лескова, д. 6Б

26 мая 1992 г. Лариса Викторовна и Плоткина Лариса Даниловна зарегистрировали Московский центр делового сотрудничества, на базе которого был создан Московский гуманитарный институт, который в 1993 г. получил имя Е. Р. Дашковой.
Сподвижниками в создании МГИ им. Е. Р. Дашковой были доктор исторических наук Инна Ивановна Лещиловская, которая впоследствии стала первым проректором по учебной работе и доктор исторических наук Виталий Иванович Шеремет, первый проректор по научной работе МГИ им. Е. Р. Дашковой.
МГИ им. Е. Р. Дашковой в качестве своей концепции образовательной деятельности выбрало сочетание отечественного и зарубежного опыта высшей школы, акцент на профессиональную и широкую гуманитарную подготовку специалистов, овладение иностранными языками и современными компьютерными технологиями.

Первые занятия начались 15 января 1993 г.. В том же году было принято решение о присвоении вузу имени Екатерины Романовны Дашковой. Выбор был неслучайным: жизненные ценности Дашковой (гуманизм, гражданственность, патриотизм и высокий профессионализм) совпадали с ценностями Института. Фраза Е. Р. Дашковой «Свобода через Просвещение» стала жизненным кредо как преподавателей, так и целого учебного заведения.

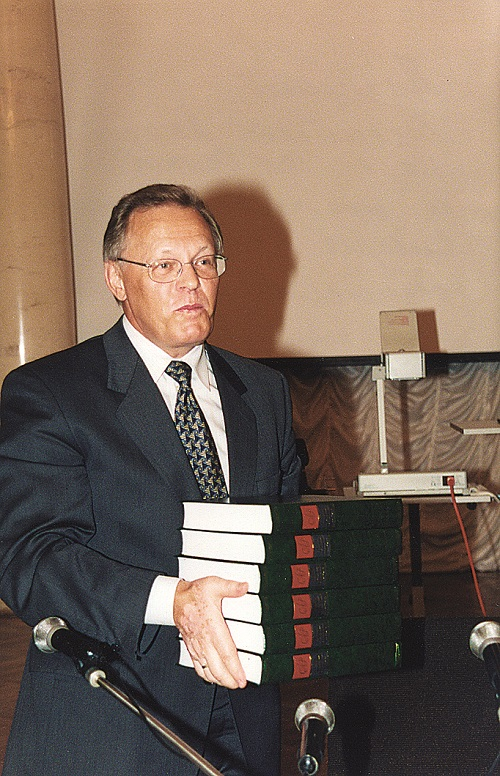
Ю. С. Осипов на Дашковских чтениях с полным собранием переизданного Словаря Академии Российской 1789—1793 гг.

Развитие профессиональных качеств сопровождалось многочисленными конференциями по обмену опытом и знаниями, учебно-производственными практиками, которые проводились в том числе за рубежом (ноябрь 1994 г. — Лондон, Великобритания).
В 1995 г. были созданы Научное студенческое сообщество МГИ им. Е. Р. Дашковой под научным руководством доктора исторических наук, профессора И. С. Кремера и газета института «Бакалавр XXI века».
В стенах института было создано Дашковское общество, которое объединило историков России и зарубежных стран, изучающих жизненный путь и творческое наследие княгини Екатерины Романовны Дашковой－ выдающегося деятеля Российского Просвещения XVIII в., подруги и сподвижницы Екатерины II, директора Петербургской Академии наук (1783—1796 гг.), создателя и председателя Российской академии (1783—1796 гг.). В рамках Дашковского общества проводятся ежегодные Дашковские чтения, среди участников которых можно встретить: А. О. Чубарьян (сопредседатель Российского исторического общества, научный руководитель Института всеобщей истории РАН, президент ГАУГН. Председатель Национального комитета российских историков), И. В. Бестужев-Лада, Е. П. Челышев, С. О. Шмидт, А. Л. Гришунин, О. Н. Трубачёв, Г. Н. Мирский, Л. В. Милов, Д. М. Шаховской, Е. В. Анисимов, А. Н. Ершов, Ж. Брейар, Э. Кросс, Л. С. Гребнев, А. С. Панарин, Л. Г. Ивашов.
22 октября 1999 г. было восстановлено надгробие Е. Р. Дашковой в храме Живоначальной Троицы в селе Троицком Калужской области. Освящение проводил митрополит Калужский и Боровский Климент.
9 ноября 1999 г. МГИ им. Е. Р. Дашковой совместно с Национальным комитетом кавалеров Русских Императорских Орденов была учреждена медаль княгини ЕР. Дашковой «За служение Свободе и Просвещению». В мае 2000 г. первой золотой медалью была награждена В. И. Матвиенко, в то время — заместитель председателя Правительства РФ.

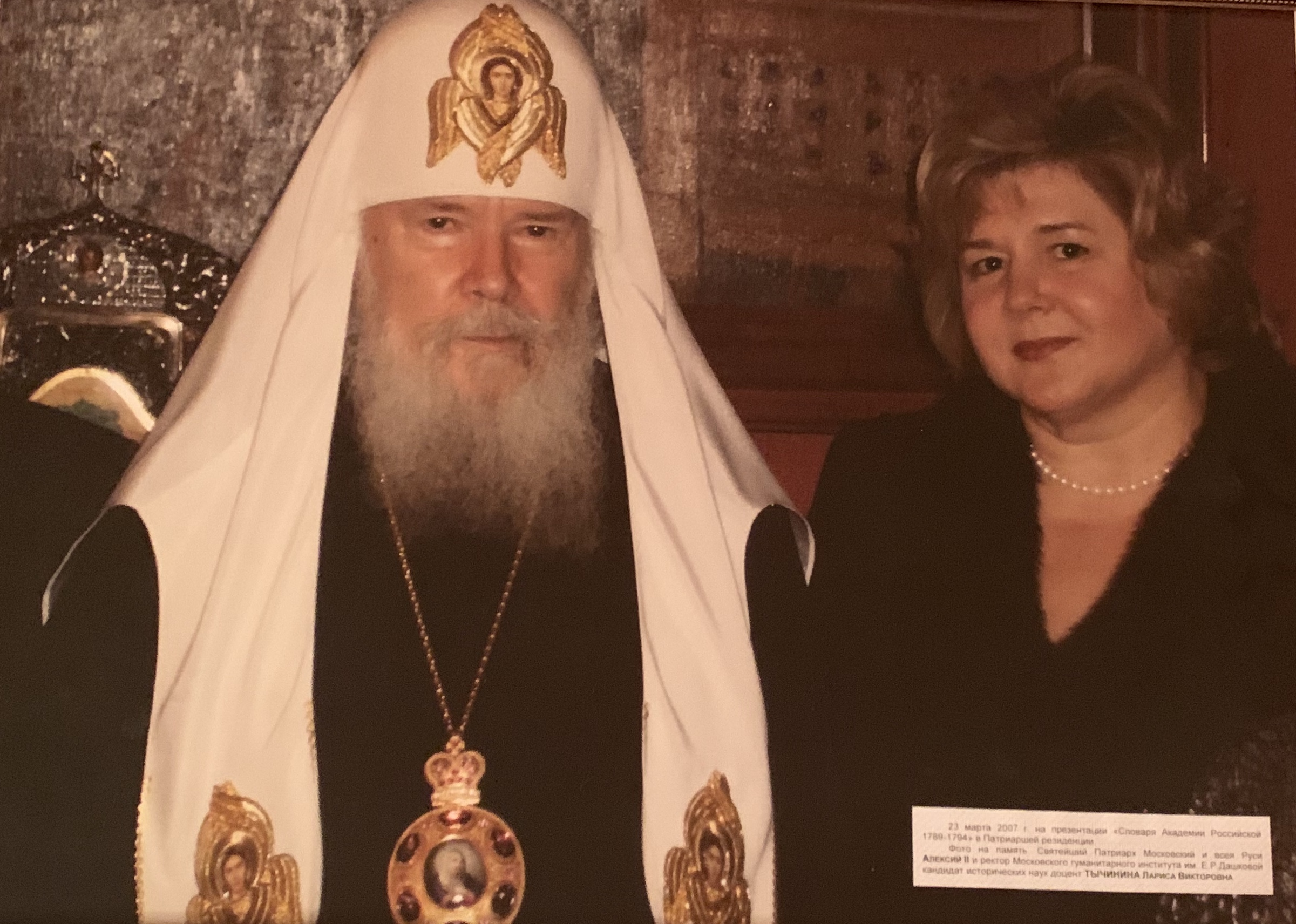
Святейший Патриарх Московский и всея Руси Алексий II и Л. В. Тычинина во время приёма в резиденции Патриарха 23 марта 2007 г. Автор фото: Сподах Григорий Григорьевич.

По инициативе ректора МГИ им. Е. Р. Дашковой Л. В. Тычининой и члена Дашковского общества, главного научного сотрудника Института русского языка им. В. В. Виноградова Российской Академии наук, д-ра филол. наук, проф. Г. А. Богатовой началась работа над крупнейшим издательским проектом института — переизданием «Словаря Академии Российской 1789—1794», который продолжался с 2001 по 2006 гг.
23 марта 2007 г. состоялась презентация первого переиздания «Словаря Академии Российской 1789—1794» в резиденции Святейшего Патриарха Алексия II. 21 мая 2007 г. － на заседании Президиума Российской Академии наук.
26 мая 2010 г. в Санкт-Петербурге состоялось вручение МГИ им. Е. Р. Дашковой золотой медали лауреата конкурса «100 лучших организаций России. Наука. Инновации. Научные разработки». Ректор института Л. В. Тычинина удостоена почетного знака «Ученый года 2010».
В 2012 г. в связи с двадцатилетием института был издан праздничный буклет «Двадцать лет служения Свободе и Просвещению», в котором отразились этапы становления и двадцатилетней истории МГИ им. Е. Р. Дашковой.
В 2016 г. прозвенел последний звонок в этом вузе. Все материалы, связанные с вузом, были переданы в Государственный исторический музей и в ГКУ «Центральный объединённый архив учреждений системы образования города Москвы».

## Награды
- Медаль ордена «За заслуги перед отечеством» ΙΙ степени;
- Золотая медаль княгини Е. Р. Дашковой «За служение Свободе и Просвещению»;
- Медалью «За заслуги в науке» ΙΙ степени и многими другими наградами;
- Медаль Ордена Святой Анны, выданная Марией Владимировной Романовой;
- Орден Русской православной церкви Святой равноапостольной княгини Ольги III степени, выданный Патриархом Московским и всея Руси Алексием II;
- Почетный знак «Ученый года», выданный в 2010 г. за победу в конкурсе «100 лучших организации России. Наука. Инновации. Научные разработки»;
- Медаль за служение закону и справедливости (Медаль Державина);
- Почётный знак «Ректор года», выданный Международной академией качества и маркетинга;
- Высший международный орден «За заслуги в развитии информационного общества»;
- Памятный знак — медаль «Человек тысячелетия», выданный Президентом Фонда «Наше тысячелетие»;
- Медаль ордена «За служение отечеству» (Святых Великого князя Дмитрия Донского и Преподобного игумена Сергия Радонежского) III степени;
- Звезда Вернадского II степени (Высшая награда Международного Межакадемического союза);
- Нагрудный знак «Почетный работник высшего профессионального образования Российской Федерации», выданный за заслуги в области образования Министерством образования и науки РФ;
- Медаль «В память 850-летия Москвы»;
- Медаль Лермонтова за личный вклад в отечественную многонациональную культуру и укрепление российской государственности;
- Юбилейный знак «10 лет ВГО» за воздаяние геральдических заслуг.

## Научные труды

### Монографии
- Л. Тычинина. Великая Россиянка: Жизнь и деятельность Екатерины Романовны Дашковой. М.: Наука. 2002.
- Л. Тычинина. Н. В. Бессарабова. Княгиня Дашкова и императорский двор. М.: МГИ им. Е. Р. Дашковой. 2006.
- Л. Тычинина. Н. В. Бессарабова. «…она была рождена для больших дел». Летопись жизни княгини Е. Р. Дашковой. М.: МГИ им. Е. Р. Дашковой. 2009.

### Статьи
- Л. Тычинина. Элитное образование XXI века // Элитное образование. 1999. № 7. С. 24-25.
- Л. Тычинина. Н. Карпиченко. Московский гуманитарный институт им. Е. Р. Дашковой: продолжение традиций российского образования // Сборник статей «Е. Р. Дашкова и её время: исследования и материалы». Москва. МГИ им. Е. Р. Дашковой. 1999. С. 24-31.
- Л. Тычинина. Слово о Дашковой. Выступление на открытии надгробия Е. Р. Дашковой в храме Святой Троицы в селе Троицком // Сборник статей «Е. Р. Дашкова и А. С. Пушкин в истории России». Москва. МГИ им. Е. Р. Дашковой. 2000. С. 5-7.
- Л. Тычинина. О христианских основах мировоззрения княгини Е. Р. Дашковой // Словарь Академии Российской 1789—1794 гг. в 6-ти томах. Том 2 (переиздание). М.: 2002. МГИ им. Е. Р. Дашковой. С. 12-19.
- Л. Тычинина. Екатерина Романовна Дашкова: мировоззрение человека, опередившего своё время // Сборник статей «Н. А. Львов и его соврменники: литераторы, люди искусства»: межд. симпозиум (Санкт-Петербург, 21 июня 2001 г.). Санкт-Петербург. Санкт-Петербургский научный центр РАН. 2002. С. 66-72.
- Л. Тычинина. Проблемы самодержавной власти в политической концепции Е. Р. Дашковой // Е. Р. Дашкова: личность и эпоха: межд. конф. (Москва, март 2002 г.). Москва. МГИ им. Е. Р. Дашковой. 2003. С. 36-42.
- Л. Тычинина. Отношения Екатерины Великой и Е. Р. Дашковой в 1782—1783 гг. // Е. Р. Дашкова и эпоха Просвещения: межд. конф. (Москва, март 2004 г.). Москва. МГИ им. Е. Р. Дашковой. 2005. С. 10-19.
- Л. Тычинина. Отношения Екатерины Великой и Е. Р. Дашковой в 1784—1794 гг. // Е. Р. Дашкова и золотой век Екатерины: межд. конф. (Москва, март 2005 г.). Москва. МГИ им. Е. Р. Дашковой. 2006. С. 10-26.
- Л. Тычинина. Екатерина II и княгиня Е. Р. Дашкова // Словарь Академии Российской 1789—1794 гг. в 6-ти томах. Том 6 (переиздание). М.: 2006. МГИ им. Е. Р. Дашковой. С. 9-23.
- Л. Тычинина. Н. Бессарабова. Летопись жизни Е. Р. Дашковой 1743—1765 годы // Е. Р. Дашкова и представители века Просвещения: межд. конф. (Москва, апрель 2007 г.). Москва. МГИ им. Е. Р. Дашковой. 2008. С. 11-44.
- Л. Тычинина. Великая дружба под сенью Царского села. Екатерина Вторая и Е. Р. Дашкова // Сборник материалов XVI Царскосельской научной конференции. Часть 2: межд. конф. (Санкт-Петербург, 2010 г.). Санкт-Петербург. ГМЗ "Царское Село. 2010. С. 307—313.
- Л. Тычинина. Екатерина Великая и княгиня Е. Р. Дашкова: две модели поведения во власти // Сборник материалов Третьей международной научной конференции Российской ассоциации исследователей женской истории и Института этнологии и антропологии им. Н. Н. Миклухо-Маклая РАН. Том 1 (Череповец. 1-3 ноября 2010 г.). Москва. ИЭА РАН. 2010. С. 48-52.
- Л. Тычинина. Княгиня Е. Р. Дашкова и дом Романовых // Сборник материалов Международной научной конференции «К 400-летию дома Романовых. Монархии и династии в истории Европы и России». Часть 1 (Санкт-Петербург. 5-6 декабря 2013 г.). Санкт-Петербург. Скифия-Принт. 2013. С. 163—173.
- Л. Тычинина. Княгиня Е. Р. Дашкова и российская культура // Е. Р. Дашкова и русская культура: межд. конф. (Москва, март 2014 г.). Москва. МГИ им. Е. Р. Дашковой. 2014. С. 11-27.
- Л. Тычинина. Культура спасёт мир: Унягина Дашкова и культурная дипломатия // Сборник материалов научной конференции СПБГБУ «Музей „Нарвская застава“» (Санкт-Петербург. 13 марта 2018 г.). Санкт-Петербург. СПБГБУ «Музей „Нарвская застава“». 2018. С. 5-10.
- Л. Тычинина. Слово о Дашковой // Сборник материалов XXIII Международных научных Дашковских чтений «Екатерина II и княгиня Дашкова: взгляд из XXI века» (Москва. 28 марта 2018 г.). Москва. ЛЕНАНД. 2018. С. 10-21.

## Интервью
- Интервью в журнале «Экономист», выпускаемом Министерством экономики Российской Федерации (Министерство экономического развития Российской Федерации): А. Гидбут. Развивать традиции российского просветительства // Экономист. 1993. № 6. С. 84-88.
- Интервью в журнале «Столичное образование»: Ю. Шереметова. Здесь учат! Интервью с ректором МГИ им. Е. Р. Дашковой // Столичное образование. 2000. № 13(18). С. 2-6.
- Интервью в журнале «Столичное образование»: Современное качество и вековые традиции // Столичное образование. 2007. № 3(144). С. 4-8.
- Интервью в журнале «Платное образование» : В. Паркачева. Будущее за творческим мышлением // Платное образование. 2008. № 3(65). С. 4-9.

## Фильмы и лекции о Е. Р. Дашковой с участием Л. В. Тычининой
- 2002 — фильм «Княгиня Дашкова: штрихи к портрету», МГИ им. Е. Р. Дашковой, 2002. (трансляция по телеканалу ТВЦ 28 марта 2003 г.)[2].
- 2014 — в рамках проекта «Академический час» на телеканале Совета Федерации Федерального Собрания Российской Федерации «Вместе РФ» прочитаны две лекции: «Жизнь и деятельность княгини Екатерины Романовны Дашковой — феномен российской истории» и «Княгиня Екатерина Дашкова — выдающийся организатор науки и образования в России» (трансляция 20 мая 2014 г.)[3].